# Мамаді Думбуя
Мамаді Думбуя (фр. Mamady Doumbouya; нар. 4 березня 1980, Канкан) — гвінейський політик, воєначальник, полковник, який організував державний переворот у Гвінеї у 2021 році. Оголошений президентом Гвінеї 5 вересня 2021 року. Член групи спецназу і колишній французький легіонер. Оголосив про призупинення дії конституції і закрив кордони Гвінеї.
5 вересня 2021 року Мамаді звернувся до нації по державному телебаченню, заявивши, що військові захопили владу і що президент Альфа Конде затриманий. Він також сказав, що «Комітет національного згуртування і розвитку (CNRD) [був змушений] взяти на себе свою відповідальність» після «важкої політичної ситуації в нашій країні, інструменталізації судової системи, недотримання демократичних принципів, крайня політизація державного управління, а також бідність і корупція».

## Біографія
Думбуя був французьким легіонером, перш ніж він повернувся до Гвінеї, щоб очолити групу спецназу, елітний військовий підрозділ, створений Альфою Конде. Коли він обійняв посаду, згадувався його міжнародний досвід, в тому числі навчання, яке він пройшов в різних країнах. Кажуть, що в 2021 році він домагався більшого авторитету для групи спецназу.
Думбуя був ініціатором державного перевороту в Гвінеї у 2021 році, в ході якого був затриманий президент Гвінеї Альфа Конде. Думбуя випустив передачу по державному телебаченню, в якій заявив, що його фракція розпустила уряд і призупинила дію конституції.
1 жовтня 2021 року Думбуя прийняв присягу тимчасовим президентом.
Одружений, має трьох дітей.
1 грудня 2024 року під час футбольного матчу між командами Лабе та Нзерекоре, які пройшли у фінал турніру на честь президента Мамаді Думбуї сталась трагічна подія. Суддя поставив неочевидний пенальті, чим викликав обурення фанатів. Вболівальники вибігли на поле, після чого почалась бійка. Фанати почали кидати камені, у відповідь на це правоохоронці застосували сльозогінний газ. У підсумку близько сотні людей загинуло, ще більше отримали поранення різного ступеню тяжкості.